# カービィボウル
『カービィボウル』は、1994年9月21日に任天堂より発売されたスーパーファミコン用コンピュータゲーム。アメリカでは1995年2月1日に、ヨーロッパでは1996年8月24日に発売。

## 概要
主人公カービィがその名の通りボールとなって敵を倒し、ゴールのカップを目指していく、ゴルフにビリヤードの要素を加えたテーブルゲーム。
ステージ上にはいくつかの敵と障害物があり、接触することで敵を倒しながらゲームを進めていくと、最後の敵がゴールカップになる。ゴールカップに入ることでそれまでの打数がスコアとなり、次のステージへ進む。ボールの打数には制限があり、残り打数がバイタリティという名称で表示される。敵を1体倒すたびにバイタリティを回復するが、使い切るとライフを1つ失う。
各ステージにはボールの軌道を変化させる「やくもの」が設置されていることがあり、ステージの難易度を大きく左右する。また特定の敵を倒すとコピー能力が使えるようになる。能力はボールが動いている時に使うことができ、能力を使っているときに別の能力を持った敵を倒すとさらに続けて使える。
本作はハル研究所内で「スペシャルティーショット」という名称で開発されていた作品が元となっており、後にサテラビュー向けに配信が行われている。
ゲーム性は高い評価があり、ハイスコアを狙うにはやり込み必須の難易度となる。
なおカービィシリーズ初のスーパーファミコン用ソフトであり、各キャラクターの造形が詳細まで立体的になっている。

## ストーリー
プププランドの夜。いつものように満天の星を眺めながら眠りにつくカービィ。しかし、今夜の夜空には星が1つしかなかった。心配になったカービィはたった1つしかない星を見ていることにした。するとそこに現れたのはデデデ大王。どうやら大王が夜空の星を盗んでしまったようなのだ。満天の星を取り戻すべく、カービィがボールになって立ち上がった。

## ゲーム内容

### 1P MODE
ゲームは8つのコースがあり、各コースに8つのホールがある。8コースをクリアするとデデデ大王との決戦ステージが出現する。コース中の8つのホールをクリアすると打数が計算され、成績によって銅メダル・銀メダル・金メダルが得られる。最後のラスボスでは巨大ロボットになったデデデ大王（メカデデデ）と対戦し、倒すとゲームクリアとなる。しかし、メカデデデがカービィの位置まで前進し終わると床が赤くなってミスとなり、残り玉数に関係なくゲームオーバーになる（左右両端にいるメカはカービィがダメージを受けると玉数を1つ失う）。
1P MODEは、いかに少ない打数でゴールカップにカービィを導くかがポイントとなる。第1打でゴールカップに入れるとホールインワンになり、玉数を1つ増やすことが出来る。バイタリティの最大は4で、カップに入らずにバイタリティがゼロになるとミスになり、残り玉数が減る。また全てのステージは高空にあり、ステージ端から落としても（OBとなっても）玉数が減る。残り玉数が0のときにミスしてしまうとゲームオーバーになる。ホール間でコピー能力は継続する。
さらに全コースで銀メダル以上を入手するとEXTRA COURSEにチャレンジできる。EXTRA COURSEはステージの形状は通常のものに似ているが、スタート地点・敵の配置等が大幅に変わっており、難易度は上がっている。全コースを金メダルにそろえるとMAP SELECTが追加され、各コースの任意のステージだけを遊ぶことが出来る。

### 2P MODE
基本ルールは1P MODEと同じだが、敵を倒すと星が出現し、最後に触れたプレイヤー側の色になる。最終的に手玉と同じ色の星の数を競い、8ホール終わった時点で星の数が多い方を勝ちとする。相手プレイヤーの倒した敵であっても、後に自分が星に触れることで自分の色にすることができるため、敵を倒した数が多いことが勝利の条件ではない。また、星の数に関わらず、各ステージで先にカップに入ったプレイヤーが次のホールの先攻となる。コースは4コースから選べ、1P MODEで一定条件を満たすことでEXTRA COURSE（1P MODEと同様に配置が変化）も選ぶことが出来る。
また、対戦相手にぶつけて動かしたり、コピー能力を使って攻撃することができる。吹き飛ばしたり、押しつぶしたり、燃やしたり、凍らせたり、単純に針山や場外に押し出したりすることもできる。
バイタリティの最大値は6で、最初のステージは6から開始する。手玉数は無制限だが、ステージ場外に落下した場合はバイタリティが2減り、コピー能力がなくなる。2Pプレイヤーは黄色いカービィ（通称:キービィ）を使用。能力を使わない状態で敵にぶつかるとコピー能力が入れ替わり、ぶつけられた側のバイタリティが1減る。コピー能力で攻撃されるとバイタリティは2減る。バイタリティが無くなるとカービィが眠ってしまい1回休みになる。1回休みから復帰するときはバイタリティが4回復する。またステージが終わってもバイタリティ数はそのまま引き継がれる。

## 他機種版
| No. | タイトル                                                                        | 発売日                                    | 対応機種                                    | 開発元                        | 発売元 | メディア               | 備考                                                                                |
| --- | ------------------------------------------------------------------------------- | ----------------------------------------- | ------------------------------------------- | ----------------------------- | ------ | ---------------------- | ----------------------------------------------------------------------------------- |
| 1   | カービィボウル                                                                  | 1997年9月30日                             | スーパーファミコン （ニンテンドウパワー）   | ハル研究所 任天堂情報開発本部 | 任天堂 | フラッシュロムカセット |                                                                                     |
| 2   | カービィボウル                                                                  | 2007年4月24日 2007年6月29日 2007年7月23日 | Wii （バーチャルコンソール）                | ハル研究所 任天堂情報開発本部 | 任天堂 | ダウンロード           |                                                                                     |
| 3   | カービィボウル                                                                  | 2013年5月8日                              | Wii U （バーチャルコンソール）              | ハル研究所 任天堂情報開発本部 | 任天堂 | ダウンロード           |                                                                                     |
| 4   | カービィボウル                                                                  | 2016年6月7日                              | Newニンテンドー3DS （バーチャルコンソール） | ハル研究所 任天堂情報開発本部 | 任天堂 | ダウンロード           |                                                                                     |
| 5   | SNES Classic Edition Nintendo Classic Mini: Super Nintendo Entertainment System | 2017年9月29日                             | -                                           | 任天堂                        | 任天堂 | 内蔵ソフト             |                                                                                     |
| 6   | スーパーファミコン Nintendo Classics                                            | 2019年9月6日                              | Nintendo Switch                             | 任天堂                        | 任天堂 | ダウンロード           | 2022年6月10日に『カービィボウル レッツ♪カービィダンスバージョン』という特別版が配信 |

## スタッフ
- ディレクター：齋藤崇
- プログラマー：阿部哲也、郡司照幸、乙黒誠二、高橋芳美、金井誠、三津原敏、中島圭
- マップCADプログラマー：菅浩秋、河越巧
- C.G.デザイナー：橋口茂、橋倉正、三浦和弥
- マップ・デザイナー：下村真一、田邊賢輔、藤井英樹
- ミュージック・コンポーザー：安藤浩和
- オリジナル・デザイン：菱田達也、高橋伸也
- スペシャル・サンクス：石田聡、帯金千恵子、角井博信、山城重喜、数野貴亮、広瀬千二、秋山雅也、シェーン・C・アララ、ジム・ウォーネル、ダニエル・オーセン
- プロデューサー：宮本茂、清水隆雄
- エグゼクティブ・プロデューサー：山内溥

## 評価
ゲーム誌「ファミリーコンピュータMagazine」の読者投票による「ゲーム通信簿」での評価は以下の通りとなっており、23.9点（満30点）となっている。
| 項目 | キャラクタ | 音楽 | お買得度 | 操作性 | 熱中度 | オリジナリティ | 総合 |
| 得点 | 4.5        | 3.7  | 4.1      | 3.8    | 4.0    | 4.0            | 23.9 |

## カービィボウル64
ファミコンスペースワールド'95（第7回初心会ソフト展示会、1995年9月14日）で、NINTENDO 64用ソフト「カービィボウル64」がプレイアブル出展されていたが、その後、開発中止になった。